# Guillermo Aquino
Guillermo «Guille» Javier Aquino (Munro, Vicente López, provincia de Buenos Aires; 18 de enero de 1983) es un humorista, guionista, director y actor argentino, conocido por su enfoque satírico y crítico a la realidad social y política de Argentina.

## Biografía
Aquino nació el 18 de enero de 1983 en Munro, una localidad de la provincia de Buenos 
Aires con la que mantiene un fuerte vínculo, a pesar de haber residido en otras zonas como Florida y Olivos. Desde joven mostró inclinación por las artes escénicas, participando en obras de teatro independientes mientras desarrollaba su habilidad para la escritura. En una entrevista para la revista El Planeta Urbano, recordó que desde los 13 o 14 años supo que quería dedicarse a la comedia.
Previo a su desembarco en el medio televisivo, Aquino se desempeñó en una variedad de trabajos y participó en numerosas obras de teatro:

En medio tuve mil laburos: estuve en un call center, fui volantero, hice mucha radio en Munro y en FM La Tribu, y también hice un montón de obras de teatro en el off de San Telmo, en esa onda de centros culturales.

En 2008 se llevan adelante las obras de teatro Satán Suda (Y ella es el anticristo en shorts), dirigida y escrita por él y Aquimica, que contó con su dirección, escritura y actuación.
En paralelo, años más tarde, comenzó a producir sketches para su canal de YouTube, lo que eventualmente lo llevaría a ganar popularidad.
En 2009, Sebastián Presta fue una figura clave en su carrera, quien lo invitó a unirse como guionista al programa Duro de domar. A partir de ahí, Aquino trabajó para PPT de forma continua hasta 2015 cuando sufrió una tinnitus, producto del estrés. Durante este período, participó en la creación de programas como TVR y La hormiga imperial.
Tras un tiempo de licencia, Aquino regresó a Duro de domar para escribir guiones para Roberto Pettinato, y luego se trasladó al late night La hormiga imperial.
En 2015 y 2016, sus videos comenzaron a ganar popularidad, consolidando su fama y permitiéndole escribir y protagonizar sus propios proyectos. A finales de 2017, La hormiga imperial fue cancelado y no regresó al aire. En 2018, Aquino se encontró en una situación incierta, con solo Antisocial, una obra de teatro que seguía en cartel y que había inspirado sus populares videos. En ese año, Aquino trabajó como guionista para el noticiero de Mario Pergolini en Instagram, pero la experiencia fue breve. Sin embargo, pronto recibió una nueva oportunidad en un medio que inicialmente parecía incompatible con su humor: TKM. Aunque el medio había comenzado como una publicación dirigida a un público preadolescente, se transformó en una plataforma con una perspectiva crítica y moderna.
Meses después de su trabajo en TKM, incursionó en Sobredosis de TV, donde sus sketches fueron compartidos en la televisión y replicados en redes sociales.
Su popularidad creció gracias a su obra estrenada vía streaming, Antisocial en 2018 y 2019 y su serie de sketches El Sketch, que alcanzó una considerable repercusión en YouTube en su canal «droganacional». A fines de 2018, el primer gran viral de Aquino fue La llamada del futuro, un video en el que un hombre recibe una versión pesimista de su propio futuro y del país, respaldada por datos reales, una práctica que Aquino adoptó de manera duradera. Fue durante este año en que se sumó a su pareja Lucía Iácono al staff permanente de personajes en los sketches.
Durante 2021 produjo y estrenó en 2022 su obra Guille Aquino Presidente.
Desde el 2023 es conductor de Escucho Ofertas, un programa transmitido por el canal de streaming Esto es Blender, junto a Galia Moldavsky y Juanita Groisman.
Aquino ha citado a figuras como Woody Allen, Larry David y Ricky Gervais como sus inspiraciones en el mundo del humor, además de series como Seinfeld y Los Simpson.
Ha escrito, dirigido y producido más de 10 obras de teatro.

## Vida personal
Estuvo en pareja con la productora Lucía Iácono, con quien además trabaja desde el inicio de sus producciones en su canal de YouTube hasta en el stream de Escucho Ofertas.
Su padre, Claudio Aquino, fue designado funcionario gubernamental desde febrero de 2024 a cargo de la Dirección Nacional de Asociaciones Sindicales, en la órbita de la Secretaría de Trabajo.

## Carrera

### Obras de teatro
- Aquimica (2008), guion, actuación y dirección.[6]
- Satán Suda (Y ella es el anticristo en shorts) (2008), escritor y dirección.[5]
- Antisocial (2018-2019), dramaturgo, actor, productor y director.[5]

### Obras destream
- El Sketch, actor, guion y director.[14]
- Antisocial (2018-2019), dramaturgo, actor, productor y director.
- Guille Aquino Presidente (2022), guion, actor y director.[9][15]
- Escucho Ofertas (2023-presente), conductor y guionista.

### Revistas
- TKM (2018), guion.

### Televisión
- Duro de domar (2009), guionista.
- La hormiga imperial, guionista.
- TVR, guionista.

## Premios y nominaciones
| Año  | Premio                       | Categoría                                       | Trabajo nominado              | Resultado | Ref    |
| ---- | ---------------------------- | ----------------------------------------------- | ----------------------------- | --------- | ------ |
| 2020 | Premio Argentores            | «Sketch de televisión»                          | Sobredosis de TV              | Ganador   | [ 16 ] |
| 2024 | Premio Martín Fierro Digital | «Mejor contenido de humor en YouTube»           | Él mismo                      | Nominado  | [ 17 ] |
| 2024 | Premio Martín Fierro Digital | «Feats de humor/sketch»                         | Él mismo y Yayo (José Guridi) | Ganador   | [ 17 ] |
| 2024 | Premio Martín Fierro Digital | «Mejor contenido de entretenimiento en YouTube» | Él mismo                      | Nominado  | [ 17 ] |